# 이후경 외재집 및 이도보 익암집 목판
이후경 외재집 및 이도보 익암집 목판(李厚慶 畏齋集 및 李道輔 益庵集 木版)은 대한민국 경상남도 창녕군 길곡면 증산리에 있는, 벽진 이씨 외재공파의 중시조이며, 조선 중기의 학자인 외재 이후경(1558∼1630)의 문집을 새긴 목판이다.
1998년 11월 13일 경상남도의 유형문화재 제342호 외재집부익암집책판으로 지정되었다가, 2018년 12월 20일 현재의 명칭으로 변경되었다.

## 개요
벽진 이씨 외재공파의 중시조이며, 조선 중기의 학자인 외재 이후경(1558∼1630)의 문집을 새긴 목판이다.
이후경은 한강 정구 선생의 문하에 들어가 성리학을 배웠으며, 광해군 때 이시발, 김우옹의 추천으로 세자 익위사세마에 임명되었으나, 사퇴하였다. 1627년 정묘호란이 일어나자 강화도까지 왕을 모시고 다녀왔으며, 그 공으로 서울로 돌아와서는 음성현감을 지냈다. 성리학을 연구하는 데에 몰두하였으며, 죽은 후에는 경상남도 영산의 덕봉서원에 모셔졌다.

## 같이 보기
- 이후경

## 참고 문헌
- 이후경 외재집 및 이도보 익암집 목판 - 국가유산청 국가유산포털